# Labidômetro
Labidômetro ou labímetro é um instrumento médico utilizado para medir a cabeça fetal.